# Germaria violaceiventris
Germaria violaceiventris är en tvåvingeart som beskrevs av Günther Enderlein 1934. Germaria violaceiventris ingår i släktet Germaria och familjen parasitflugor. Inga underarter finns listade i Catalogue of Life.